# Ceriops
Ceriops Arn è un genere di piante  della famiglia Rhizophoraceae che comprende 5 specie, tipiche costituenti delle aree più interne delle mangrovie.

## Distribuzione e habitat
L'areale del genere si estende dall'Africa orientale, attraverso la zona tropicale di Asia e Australia, sino a Melanesia e Micronesia.

## Tassonomia
Si è a lungo ritenuto che questo genere comprendesse solo due specie: C. decandra e C. tagal.
Recenti studi filogenetici hanno consentito di differenziare le seguenti 5 specie:
- Ceriops australis (White) Ballment & Stoddart, 1989[2][3]
- Ceriops decandra (Griff.) Ding Hou (sin.: Ceriops roxburghiana Arn.)
- Ceriops pseudodecandra Sheue, Liu, Tsai, and Yang[4]
- Ceriops tagal (Perr.) C.B. Rob.
- Ceriops zippeliana Blume, 1850[5]